# 戴集站
戴集站是一个淮南线上的铁路车站，位于安徽省合肥市长丰县左店乡戴集村，建于1935年，目前为四等站，邮政编码为231113。目前客运：不办理旅客乘降；行李、包裹托运；货运：办理整车货物发到；危险货物仅办理农药、化肥发到。